# Báziás
 Báziás (románul: Baziaş, németül: Baziasch, szerbül: Базјаш) falu Romániában, a Bánságban, Krassó-Szörény megyében.

## Fekvése
A szerbiai Fehértemplomtól légvonalban kilenc kilométerre délnyugatra, a Duna partján fekszik. Az Al-Duna romániai szakaszának első települése.

## Nevének eredete
A 'bodza' jelentésű délszláv bâz szóból való. Először 1554-ben Bazyaš (egy török defterben), majd 1581-ben Bozyach néven említették.

## Története

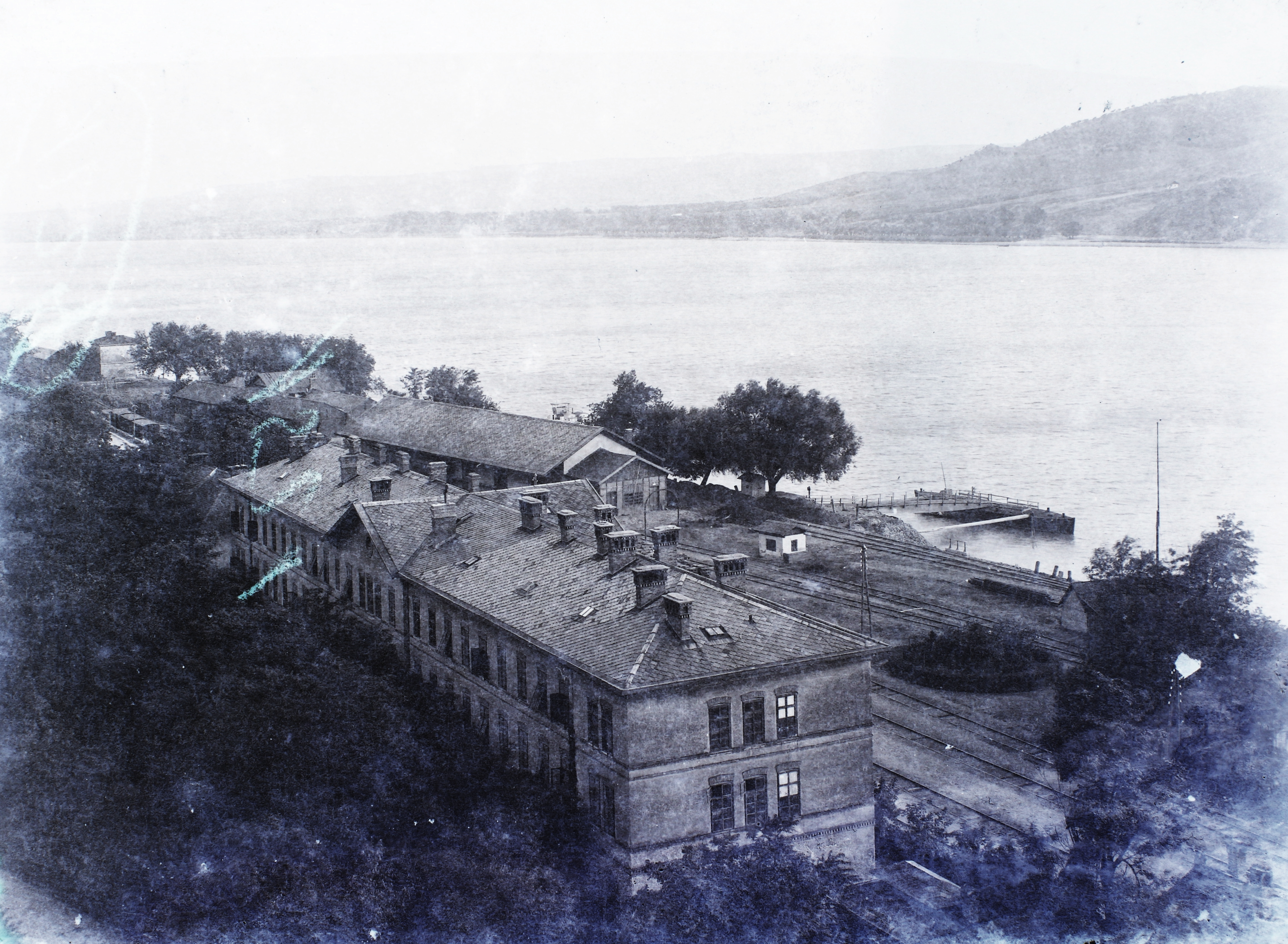
Kikötő, vasútállomás és áruraktárak 1908-ban

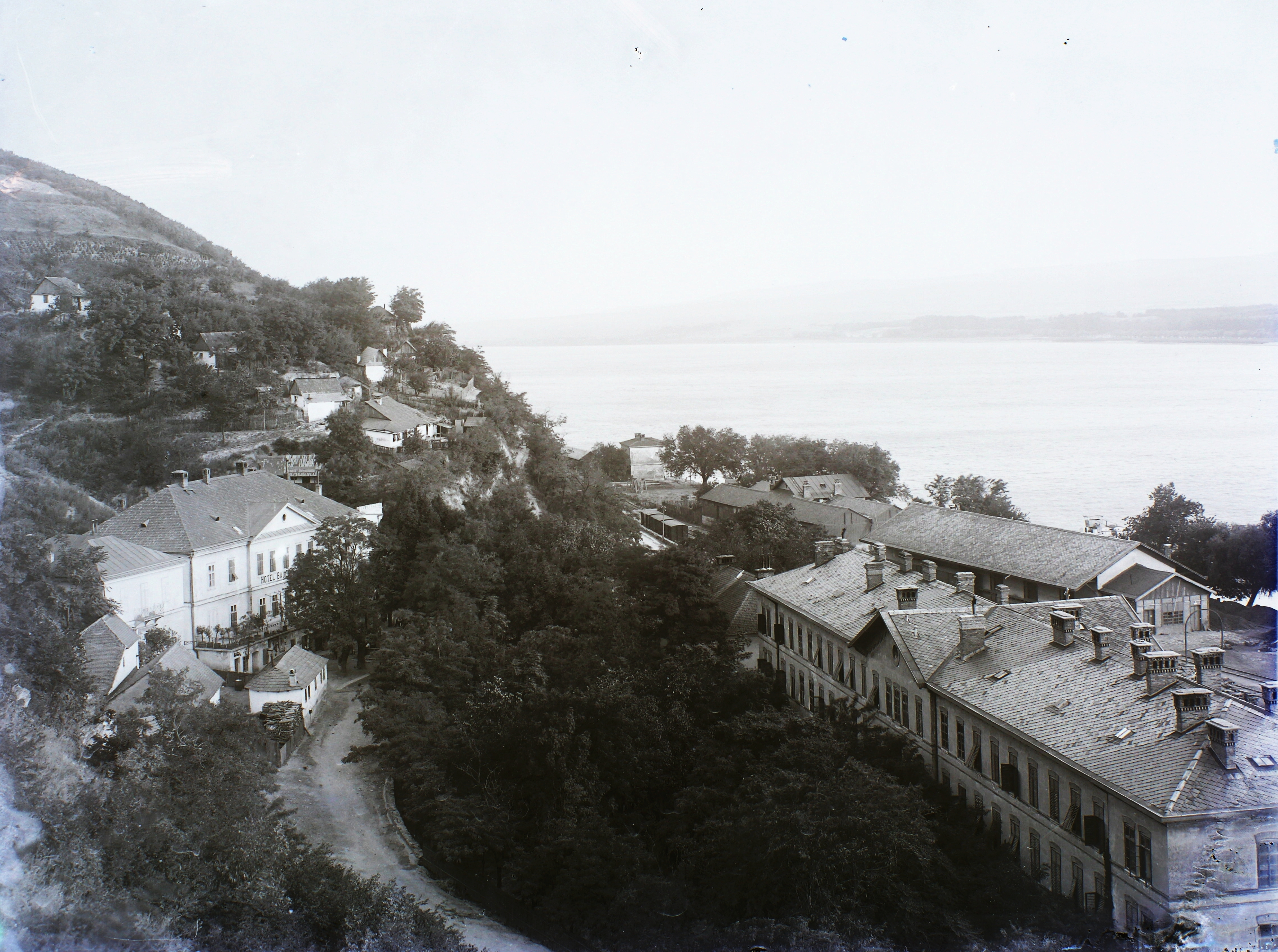

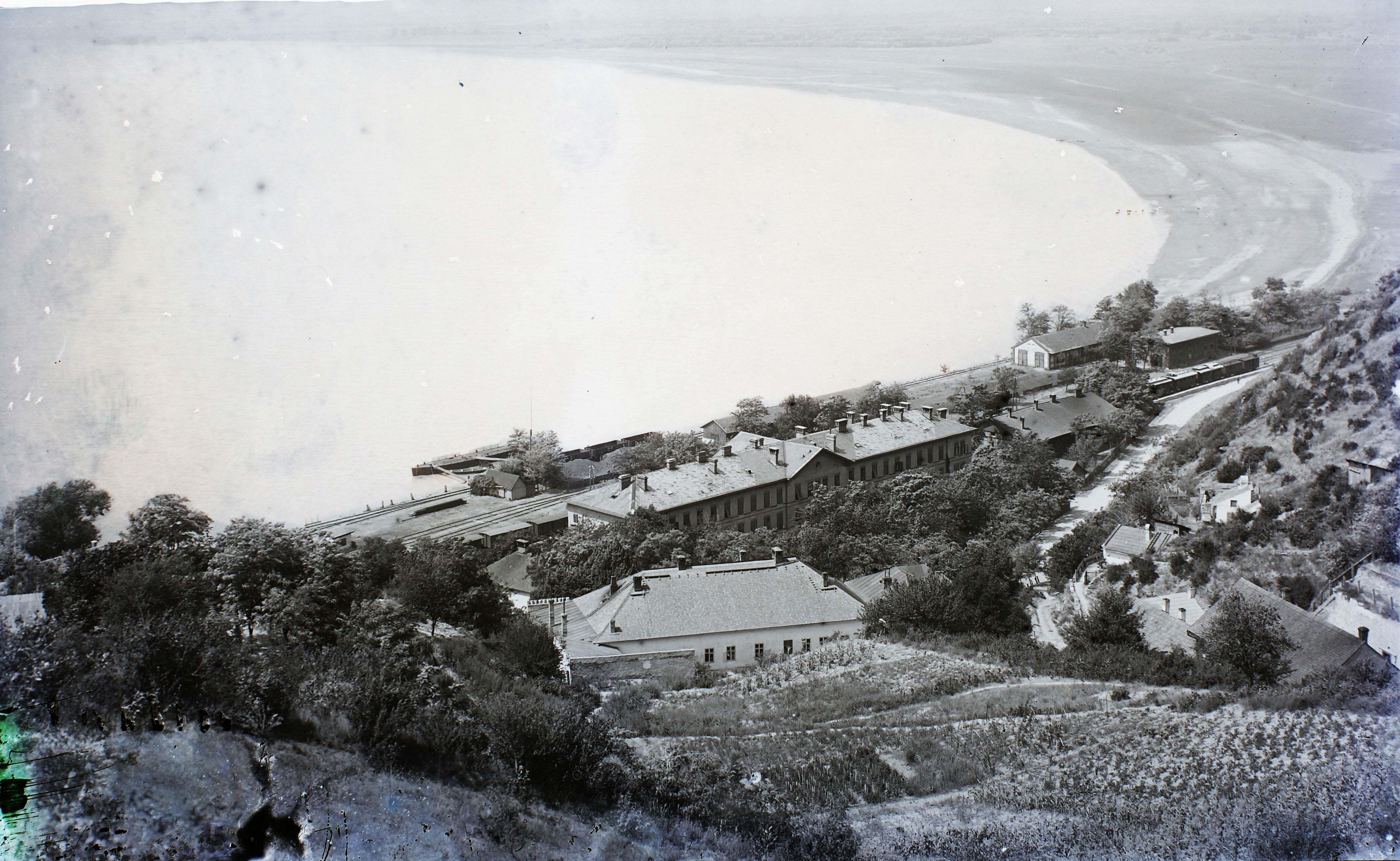

A falu a szerb ortodox kolostor mellett alakult ki, amelyet a harami román kerület területén Jovan Branković szerb despota alapított a 15. század elején, Szent Illés tiszteletére. A kolostor és a falu viszonyát írott szerződések szabályozták. A falusiak a földhasználat, a legeltetés és az erdőlés jogáért cserébe robotot végeztek a kolostornak. Az 1569 és 1579 között felvett defter szerint a kolostort mindössze egyetlen szerzetes lakta, 1581. augusztus 28–29-én azonban szerb szinódust tartottak benne.
A kolostor – a templom kivételével – eredetileg fából készült, és csak 1721-ben építették újjá kőből. A törökök azonban már 1738-ban lerombolták. A falut 1757-ben csupán négy gazda lakta családjával. 1771. szeptember 13-án a karlócai pátriárka tiltakozott a katonai határőrvidékhez való csatolása ellen. 1772-ben szerzetesei egy kivételével a zlaticai kolostorba költöztek. 1775-ben már a bánáti határőrezred területéhez tartozott. Ekkor földjét felosztották Zlatica és Szokolovác között, és nyolc zsellércsalád művelte. A hiedelem szerint az 1788-as török hadjárat idején csodatévő szent ikonja mentette meg a kolostort.
Fejlődése 1795-ben vette kezdetét, amikor megépítették első kikötőjét. Mint a Fehértemplomba vezető út végállomása, az al-dunai hajóforgalom jelentős állomásává vált. 1805-ben a kolostor mellé vendégszálláshelyet építettek. 1847-ben átadták a forgalomnak a Báziás–Jaszenova–Oravica lóvasutat. 1848-ban ide menekültek a felgyújtott zlaticai kolostor szerzetesei. Ezután szerzetesi iskolája is működött.
1854-ben az al-dunai vasútvonal építésekor modernizálták kikötőjét. 1856. november 1-jén indult el az első vonat Oravica felé. Ezzel vette kezdetét a település pár évtizedes virágkora, amikor igazi kisvárosi élet zajlott benne. Még 1856-ban Joseph Brandstetter felépítette első szállodáját, amelynek romjai ma is láthatók. 1860-ban költözött át a vámhivatal Ópalánkáról.
A kikötő, a vasút és a hivatalok német és magyar betelepülőket vonzottak az addig szerb és román földművesek lakta faluba. 1862-ben német tannyelvű községi iskolája létesült, amelyet 1874-ben államosítottak. 1884-ben vezették be a magyar tannyelvet, de csak 1890–93-ban volt magyar nemzetiségű tanítója, Csatáry Károly személyében. A Határőrvidék felszámolása után 1880-ig Krassó, majd Krassó-Szörény vármegyéhez tartozott. 1880-ban árvíz öntötte el, emiatt sokan Orsovára költöztek. 1884-ben kiépült az út Ómoldováig. A báziási kikötő virágkorának az ómoldovai kikötő megépítése vetett véget 1897-ben. Ugyan továbbra is a temesvár–báziási vonal végállomása maradt, de az újabb vasutak megépültével régi jelentőségét elvesztette. Ugyanazon évben a MÁV Orsovára helyezte át báziási hajójavító műhelyét.
A kolostor a bánáti román és szerb ortodox egyház szétválásakor a verseci szerb püspökséghez került. 1900-ban szervezetileg önállóvá lett, majd 1928-tól ismét a zlaticai kolostorhoz tartozott. 1934-ben a kolostorban már nem lakott szerzetes, és csak havonta egyszer tartottak benne szentmisét. 1935-ben a Románia és Jugoszlávia közötti megállapodás értelmében szerb tanító érkezett az iskolába. Mivel a báziási román lakosok a kultuszminisztériumhoz írtak kérvényt a kolostor kápolnájának használatáért, a szerb egyház ismét önállósította a kolostort. 1944. augusztus 28. és szeptember 6. között a német hadihajók kilencszer támadták tüzérséggel az épületet. Utolsó szerzetese 1955-ben halt meg, ekkor sorsára hagyták. 1980–82-ben kezdték el javítani és miséket celebrálni benne.
A település 1890-ben beolvadt Szokolovácba, majd 1956-ban ismét különvált tőle. A szigorúan őrzött határsáv is visszafejlődésre ítélte. 1973 óta nem működik benne iskola. Mai lakói főképp halászatból és állattartásból élnek, amellett bort termelnek.
1880-ban 516 lakosából 291 volt német, 56 magyar, 52 szerb, 39 román és 18 szlovák anyanyelvű; 403 római katolikus, 89 ortodox, 14 evangélikus és 7 zsidó vallású.
2002-ben 69 lakosából 54 volt román és 12 szerb nemzetiségű; 64 ortodox és 3 baptista vallású.

## Látnivalók
- A szerb kolostor. Temploma lóhere alaprajzú, eredetileg csupán egy, a hajó fölé épített toronnyal. A hasonló alaprajzú al-dunai szerb monostorok alapján 1400 körülre datálható. A második, a nyugati homlokzat fölötti tornyot 1721 körül emelték hozzá. Belső festése 1860-ban készült. 1868–72-ben újították. Mai vendégházát az 1980-as években építették.
- A vasúti végállomás maradványai, a vízdaruval és az átrakóval.
- Az egykori szálloda romjai. Mellette a Magdolna-forrás.

## Híres emberek
- Itt született 1907. október 17-én Semjén Gyula író, műfordító.
- Itt született 1924. május 8-án Petru Dumitriu író.
- 1862. július 16-án és 1869. október 26-án itt járt Ferenc József.
- 1916-ban itt járt II. Vilmos német császár.

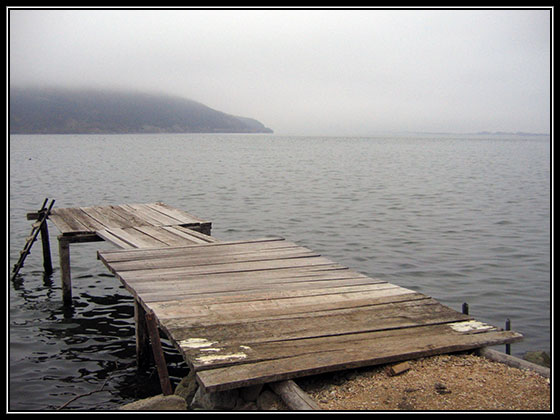